# Alessandro Stuart
Alessandro Stuart, conte di Buchan (1343 circa – Perthshire, 20 giugno 1405), figlio di Roberto II di Scozia e di Elizabeth Mure, e fratello di Roberto Stuart (1339-1420), fu il primo conte di Comyn dalla morte di John Comyn avvenuta quasi un secolo addietro.

## Il figlio del re
Si sa che Alessandro era figlio di Roberto II di Scozia e di Elizabeth Mure e che era nato attorno al 1343.
Tra i primi documenti in cui viene esplicitamente nominato sono delle lettere patenti spedite dal castello di Huntingtower per assicurare protezione al vescovo di Moray e a tutte le sue terre e proprietà, risalenti al 14 agosto 1370 situate a Badenoch. Suo padre, Roberto II di Scozia, aveva probabilmente acquisito quelle terre dalla moglie, Eufemia di Moray, che aveva sposato in seconde nozze.
Suo padre, prima di salire al trono, aveva avuto rapporti piuttosto contrastati con il re Davide II di Scozia, di cui era il nipote: nel 1368 lui ed il figlio Alessandro vennero convocati dal Parlamento perché giurassero di tenere in riga la loro gente, che era piuttosto polemica ed irrequieta. Nello stesso anno vennero successivamente arrestati, probabilmente a causa della rottura del giuramento prestato.
Quando tre anni dopo Roberto salì al trono, Alessandro venne creato signore di Badenoch il 30 marzo 1371.
I nuovi possedimenti di Alessandro non furono intaccati nel 1372 dalla restaurazione di John Dumbar a conte di Moray, né dall'espansione dei territori di John MacDonald, signore di Isles (1336-1386) o del fratellastro Davide Stewart, conte di Strathearn (1357-1386 circa).
Sempre nel 1371 Alessandro ampliò i propri territori affittando delle terre ad Urquhart dal proprio fratellastro e poco dopo ottenne il titolo di barone di Strathavon, che gli dava dei diritti sulla regione al confine con Badenoch. Nell'ottobre del 1372 gli venne affidata la luogotenenza del regno, ad eccezione delle terre a nord, del contado di Moray, e ad ovest, di Inverness. Si aggiunse delle proprietà nell'Aberdeenshire e a nord del Perthshire e l'anno dopo fu nominato giustiziere reale.
Nel giugno 1382 si sposò con Eufemia di Ross (morta fra il 1394 e il 1398), ma il loro matrimonio fu sterile. Ebbe invece dei figli con la sua amante, Mairead inghean Eachann, fra cui si ricorda Alessandro Stuart, conte di Mar (1375 circa-1435). Il matrimonio gli porò nuove terre e divenne anche, jure uxoris, conte di Ross, anche se il titolo non sarebbe stato ereditato dagli eventuali figli. Tutte le terre messe insieme negli anni si avvicinavano molto al territorio che era originariamente dei conti di Buchan, fatto che autorizzò il re ad investire il figlio di tale titolo pochi giorni dopo il suo matrimonio. Alessandro amministrò sempre da solo le proprie terre con il solo ausilio di guerrieri delle Highland a lui fedeli, fatto questo che suscitò un certo risentimento negli altri proprietari terrieri fra cui spiccava Alexander Bur (morto nel 1397), vescovo di Moray.

## Il difficile rapporto con la Chiesa
Durante il 1200 ed il 1300 i territori di Moray erano stati privi di un vero e proprio potentato e questo aveva portato ad una grande indipendenza amministrativa da parte della Chiesa, indipendenza che era finita quando Roberto I di Scozia aveva dato il contado al proprio nipote, Thomas Randolph (I conte di Moray), in un periodo compreso fra il 12 aprile ed il 29 ottobre 1312. Tuttavia i Randolph non tennero il titolo a lungo, nel 1346 morì John, il figlio di Thomas, ed il titolo tornò alla corona e restò vacante per circa 25 anni. Il vescovo Bur persuase quindi Roberto II di Scozia che le terre di Badenoch e Strathspey sarebbero state meglio amministrate se poste sotto il regime di liberam regalitatem, un sistema amministrativo che dava, a chi ne era investito, grandi poteri superiori a quelli degli sceriffi e dei baroni.
Con la nomina del figlio Alessandro a signore di Badenoch, pochi mesi dopo la sua ascesa al trono, il re Roberto gli diede i poteri derivanti dalla liberam regalitatem e presumibilmente questo potere lo avrebbe posto al di sopra dell'autorità ecclesiastica. È altrettanto presumibile che il vescovo Bur abbia protestato, ma i dettagli di tale conferimento presenti nei registri storici non sono chiari in merito. Alessandro quindi si apprestava a governare quelle terre senza, apparentemente, più potere di quanto non ne avesse avuto John Comyn un secolo prima ed i vescovi di Moray ed Aberdeen erano spesso in rotta con Alessandro a causa delle pressioni che i suoi guerrieri esercitavano sulle proprietà della Chiesa ed i suoi tenutari.

## Il tentativo di messa all'angolo
La reputazione di Roberto II di Scozia andò rapidamente declinando a causa del sostegno dato ai metodi governativi di Alessandro e nel 1384 uno dei suoi figli, John Stewart che poi divenne re col nome di Roberto III di Scozia prese, con l'appoggio del consiglio, il potere dalle mani del padre acquistando una grande autorità soprattutto nel nord del paese.
Alessandro in quegli anni aveva amministrato anche le terre della signoria di Strathnairn, ma il nuovo regime permise a David Lindsay di riaffermare il proprio diritto, legittimo, ad avere autorità su quei territori. Al concilio successivo Lindsay non fu il solo ad avanzare richieste o proteste, uno dei fratelli di Alessandro, Davide Stewart, sostenne che egli governava la regione di Urquarth illegalmente ed il conte di Moray chiese che alcuni degli uomini di Alessandro venissero processati per aver ucciso alcuni dei suoi uomini.
Nonostante questo Alessandro non cedette, dopo la morte del fratello Davide strinse ancora di più le terre di Unquarth nelle proprie mani e ne incamerò anche altre nell'autunno del 1386, presso il Loch Ness, a danno del conte di Moray. Prima del febbraio 1387 fu ancora nominato giudice di Scozia. Il governo di Roberto III di Scozia si era rivelato debole ed inadatto ed il potere passò ad un altro fratello Roberto Stuart (1339-1420).
L'ascesa di Roberto portò alla discesa di Alessandro che si vide privato del proprio incarico a favore del nipote Murdoch Stewart, duca d'Albany, né gliene furono dati altri poiché non si nutriva grande fiducia nelle sue capacità.
Anche la Chiesa si mosse contro di lui: da anni Alessandro conviveva con l'amante, Mairead, da cui aveva avuto diversi figli, mentre per seguire le leggi ecclesiastiche, ad Alessandro venne richiesto di tornare a convivere con la legittima moglie, Eufemia. Alessandro Inizialmente acconsentì, ma non mantenne quindi la propria promessa e così suo fratello Roberto incoraggiò la cognata a chiedere il divorzio. Questa presentò la propria richiesta al papa e l'annullamento le venne concesso nel 1392. Questa sentenza privò Alessandro di ogni autorità sulle terre della moglie che tornarono al suo figlio di primo letto, Alessandro Leslie, conte di Ross (morto nel 1402).

## La difficile resa
Roberto II di Scozia morì al castello di Dundonald il 19 aprile 1390, ma venne sepolto solo il 13 agosto, appena due giorni prima dell'incoronazione, ufficiale, del nuovo re Roberto III di Scozia. Il figlio di Roberto Stuart mantenne la carica di giudice, deludendo forse le speranze di Alessandro in un volta faccia del fratello, visto che, dopo tutto, questi non aveva mai fatto azioni drastiche contro di lui ed anzi aveva bene o male espanso i suoi domini.
Le controversie con la Chiesa non erano mai state appianate e fra Alessandro ed il vescovo Bur i rapporti erano ancora tesi, finché questi chiese protezione al conte di Moray nel maggio del 1390. Due uomini fidati del conte erano in quel momento assenti, visto che erano in viaggio verso la corte di Riccardo II d'Inghilterra e Alessandro non aveva dimenticato le ingerenze che Bur aveva avuto nel suo matrimonio e forse pensò che poteva essere il momento giusto per vendicarsi e così attaccò il borgo di Forres e la cattedrale di Elgin, distruggendola nel giugno seguente. Alle fiamme non fu data solo la chiesa, ma anche un ospedale, un monastero ed altri edifici: Chiesa e Stato si unirono contro Alessandro, la prima lo scomunicò e il secondo lo convocò a presenziare davanti al re, al fratello Roberto e al concilio generale per implorare il loro perdono.
L'attacco condotto contro le terre di Moray si può intendere come un estremo tentativo di liberarsi dalla presa di Roberto Stuart, ma non ebbe successo: gli venne tolta la signoria di Urquarth e, due anni dopo, con il divorzio perse anche le terre della moglie. Tuttavia anche il dominio di Roberto Stuart andava calando: durante il decennio del 1390 Roberto III di Scozia recuperò pian piano la propria autonomia ed innalzò il proprio figlio Davide che arrivò a soppiantare lo zio (e che poi uccise il nipote qualche anno dopo). Roberto III elevò i cosiddetti Red Douglas che si posero quindi in antagonismo con l'altra linea di parentela della loro famiglia, che venne chiamata Black Douglas. Roberto Stuart aveva tuttavia ancora molto potere e continuò a lottare contro Alessandro ed insieme al fratello sovrano condussero diverse campagne contro di lui. Queste ultime battaglie segnarono la fine della vita pubblica di Alessandro, diversi dei suoi figli continuarono a lottare contro gli uomini del re e vennero anche arrestati, ma il loro padre parve essersi ritirato dal mondo fino alla sua morte avvenuta il 20 giugno 1405.
Alessandro venne sepolto nella Cattedrale di Dunkeld.

## Ascendenza
|                      |   |                     | Genitori                              |  |  | Nonni |  |  | Bisnonni               |  |  | Trisnonni |  |
|                      |   |                     |                                       |  |  |       |  |  | James Stewart (nobile) |  |  | …         |  |
|                      |   |                     |                                       |  |  |       |  |  | James Stewart (nobile) |  |  | …         |  |
|                      |   | …                   |                                       |  |  |       |  |  | James Stewart (nobile) |  |  |           |  |
| Walter Stewart       |   |                     |                                       |  |  |       |  |  | James Stewart (nobile) |  |  |           |  |
|                      |   | Cecilia Dunbar      | Patrick III di Dunbar                 |  |  |       |  |  |                        |  |  |           |  |
|                      |   | Cecilia Dunbar      | Patrick III di Dunbar                 |  |  |       |  |  |                        |  |  |           |  |
|                      |   | Cecilia Dunbar      | …                                     |  |  |       |  |  |                        |  |  |           |  |
| Roberto II di Scozia |   | Cecilia Dunbar      |                                       |  |  |       |  |  |                        |  |  |           |  |
|                      |   | Roberto I di Scozia | Robert Bruce, VI signore di Annandale |  |  |       |  |  |                        |  |  |           |  |
|                      |   | Roberto I di Scozia | Robert Bruce, VI signore di Annandale |  |  |       |  |  |                        |  |  |           |  |
|                      |   | Roberto I di Scozia | Marjorie, Contessa di Carrick         |  |  |       |  |  |                        |  |  |           |  |
| Marjorie Bruce       |   | Roberto I di Scozia |                                       |  |  |       |  |  |                        |  |  |           |  |
|                      |   | Isabella di Mar     | Donald I di Mar                       |  |  |       |  |  |                        |  |  |           |  |
|                      |   | Isabella di Mar     | Donald I di Mar                       |  |  |       |  |  |                        |  |  |           |  |
|                      |   | Isabella di Mar     | Helen ferch Llywelyn                  |  |  |       |  |  |                        |  |  |           |  |
| Alessandro Stuart    |   | Isabella di Mar     |                                       |  |  |       |  |  |                        |  |  |           |  |
|                      | … | …                   |                                       |  |  |       |  |  |                        |  |  |           |  |
|                      | … | …                   |                                       |  |  |       |  |  |                        |  |  |           |  |
|                      | … | …                   |                                       |  |  |       |  |  |                        |  |  |           |  |
| Sir Adam Mure        | … |                     |                                       |  |  |       |  |  |                        |  |  |           |  |
|                      |   | …                   | …                                     |  |  |       |  |  |                        |  |  |           |  |
|                      |   | …                   | …                                     |  |  |       |  |  |                        |  |  |           |  |
|                      |   | …                   | …                                     |  |  |       |  |  |                        |  |  |           |  |
| Elizabeth Mure       |   | …                   |                                       |  |  |       |  |  |                        |  |  |           |  |
|                      |   | …                   | …                                     |  |  |       |  |  |                        |  |  |           |  |
|                      |   | …                   | …                                     |  |  |       |  |  |                        |  |  |           |  |
|                      |   | …                   | …                                     |  |  |       |  |  |                        |  |  |           |  |
| Joan Cunningham      |   | …                   |                                       |  |  |       |  |  |                        |  |  |           |  |
|                      |   | …                   | …                                     |  |  |       |  |  |                        |  |  |           |  |
|                      |   | …                   | …                                     |  |  |       |  |  |                        |  |  |           |  |
|                      |   | …                   | …                                     |  |  |       |  |  |                        |  |  |           |  |
|                      |   | …                   |                                       |  |  |       |  |  |                        |  |  |           |  |